# Vorderer Felderkopf
Der Vordere Felderkopf ist ein 1928 m ü. NHN hoher Gipfel in der Kramergruppe im bayerischen Teil der Ammergauer Alpen nordwestlich von Garmisch-Partenkirchen.

## Lage und Umgebung
Der Vordere Felderkopf ist der höchste Punkt eines über drei Kilometer langen in West-Ost-Richtung verlaufenden Bergrückens, der hier zwischen dem Kienjoch im Westen und der Notkarspitze im Osten verläuft. Nach Nordosten schließen sich der Große Zunderkopf (1895 m) und der Brünstelskopf (1814 m) an; nach Westen der Felderkopf (1818 m) und der Windstierlkopf (1824 m).
Während der Berg südseitig größtenteils bewaldet und in höheren Lagen von Latschenkiefern bewachsen ist, wird die steilere Nordseite von bis zu 200 Meter hohen Felswänden und Schrofen dominiert.

## Wanderwege
Ein direkter Anstieg führt von der südwestlich gelegenen Enningalm (1551 m) in etwa 1,5 Stunden zum Gipfel des Vorderen Felderkopfs; diese ist in je ca. 7–8 km von Farchant oder von Griesen aus zu erreichen. Wegen dieses langwierigen Zugangs wird der Vordere Felderkopf wenig begangen, und wenn dann zumeist im Rahmen einer großen Grat-Überschreitung.
Zwischen dem Brünstelskopf im Osten und dem Windstierlkopf im Westen ist der gesamte Bergrücken leicht begehbar. Der Brünstelskopf ist aus Farchant, Oberau (Gießenbachtal) oder Ettal (Überschreitung der Notkarspitze) zugänglich. Zum Windstierlkopf gelangt man von einem nördlich gelegenen Sattel, an den sich weiter Richtung Norden ein anderer lohnender Gipfel, das Kienjoch anschließt. Diesen Sattel erreicht man entweder von Westen durch das Elmaugrieß oder von Osten über die Kuhalm; Talort ist in beiden Fällen Graswang im Ammertal.